# Piè veloce Gonzales
Piè veloce Gonzales (Speedy Gonzales) è un film del 1955 diretto da Friz Freleng. È un cortometraggio d'animazione della serie Merrie Melodies, distribuito negli Stati Uniti il 17 settembre 1955. Il film, che abbina per la prima volta i personaggi di Speedy Gonzales (col suo design definitivo) e Silvestro, vinse l'Oscar al miglior cortometraggio d'animazione ai premi Oscar 1956. A partire dagli anni ottanta è stato distribuito anche coi titoli Che lesto... fante e Più veloce di Gonzales.

## Trama
Un gruppetto di topi messicani sta pensando a come rubare il formaggio dal caseificio Ajax attraversando il confine tra il Messico e gli Stati Uniti d'America sorvegliato da Silvestro, che si è mangiato tutti i topi che hanno tentato l'impresa. Il capo del gruppo ha una brillante idea: chiedere aiuto al celebre Speedy Gonzales. Il gruppo è d'accordo quindi il capo va a cercare Speedy, che accetta di aiutarli. Arrivato sul posto, Speedy attraversa il confine varie volte portando ai topi delle manciate di formaggio. Dopo aver fallito nel catturare Speedy a mano, Silvestro ci prova usando un retino, trappole per topi, attrezzatura da baseball, mine antiuomo e un tubo per incanalare Speedy direttamente nella sua bocca, ma il topo riesce a contrastarlo ogni volta. Spazientito, Silvestro porta tutto il formaggio fuori dalla fabbrica, lo impila e usa la dinamite per farlo saltare in aria. Tuttavia, tutto il formaggio finisce per piovere sui topi, gettando Silvestro nella frustrazione.

## Distribuzione

### Edizione italiana
Il corto fu distribuito nei cinema italiani il 16 dicembre 1958 nel programma Cacio... amore e fantasia, in inglese sottotitolato; fu doppiato nel 1971 dalla Sinc Cinematografica in occasione di una riedizione del programma (col titolo Sylvester's Story), e tale doppiaggio fu poi utilizzato in VHS. Il corto fu poi ridoppiato per la televisione negli anni ottanta dalla Effe Elle Due sotto la direzione di Franco Latini su dialoghi di Maria Pinto, i quali adattano gli originali piuttosto liberamente e aggiungono alcune battute di Silvestro (che ha un'unica battuta nel finale). Questo doppiaggio fu realizzato senza utilizzare la colonna internazionale, sostituendo la musica presente durante i dialoghi, e fu poi utilizzato (con un breve errore di missaggio) nel DVD All Stars: Volume 2. Nel 2003 la Time Out Cin.ca eseguì per la televisione un terzo doppiaggio diretto da Massimo Giuliani su dialoghi di Antonello Ponzio e utilizzato in tutte le altre edizioni DVD. In tutti e tre i doppiaggi italiani è stato diminuito considerevolmente, rispetto all'edizione originale, il ricorso alla lingua spagnola.

### Edizioni home video

#### VHS
America del Nord
- Prima dell'uragano (1984)
- A Salute to Friz Freleng (1985)
- Looney Tunes: The Collector's Edition - Vocal Genius (gennaio 2000)

Italia
- Cacio, amore... e fantasia, 1ª parte (1985)
- Cartoon Show nº 1 (1987)
- Speedy Gonzales n. 1 (ottobre 1990)

#### DVD e Blu-ray Disc
Una volta restaurato, il corto fu pubblicato in DVD-Video in America del Nord nel quarto disco della raccolta Looney Tunes Golden Collection: Volume 1 (intitolato Looney Tunes All-Stars: Part 2) distribuita il 28 ottobre 2003, dove è visibile anche con un commento audio di Jerry Beck e con la sola colonna musicale; il DVD fu pubblicato in Italia il 2 dicembre 2003 nella collana Looney Tunes Collection, col titolo All Stars: Volume 2. Fu inserito anche nel secondo disco della raccolta DVD Looney Tunes Spotlight Collection Volume 1, uscita in America del Nord sempre il 28 ottobre 2003, ristampato il 17 giugno 2014 col titolo Looney Tunes Center Stage: Volume 2. Quindi fu inserito (nuovamente con la colonna musicale) nel primo disco della raccolta DVD Warner Bros. Home Entertainment: Collezione Oscar d'animazione, uscita in America del Nord il 12 febbraio 2008 e in Italia il 18 febbraio 2009. In Italia fu inserito anche nel DVD Giochetto o scherzetto? della collana I tuoi amici Looney Tunes, uscito il 21 ottobre 2009. Fu poi incluso (con entrambe le tracce audio alternative) nel primo disco della raccolta Looney Tunes Platinum Collection: Volume One, uscita in America del Nord in Blu-ray Disc il 15 novembre 2011 e in DVD il 3 luglio 2012. Il BD fu ristampato il 10 gennaio 2012 col titolo Looney Tunes Showcase. In seguito è stato inserito anche nel primo DVD della raccolta 50 cartoons da collezione - Looney Tunes della collana Il meglio di Warner Bros., uscita in America del Nord il 25 giugno 2013 e in Italia il 5 dicembre.